# Світе тихий
«Сві́те ти́хий», також «Сві́тло ти́хе» (грец. Φῶς ἱλαρόν; лат. Lumen hilare) — християнська молитва, що читається на вечірній службі в церквах візантійського обряду (православних і греко-католицьких), і входить у деякі сучасні англіканські та лютеранські літургії. Текст молитви грецькою мовою вважається одним з найдавніших гімнів (у церковній традиції датується IV ст.).

## Походження
Пісня «Світе тихий» — один з найдавніших гімнів ранньої Церкви, що збереглися дотепер. Василій Великий († 379) згадує про цю пісню у своїй книзі «Про Святого Духа до Амфілохія»:

Отці наші не хотіли приймати в мовчанні благодать вечірнього світла, і щойно він з'являвся, неодмінно дякували. Хоч ми не можемо ствердно сказати, хто був творцем тих хвалінь, які читаємо під час світильничних молитов, утім народ повторює древню пісню і нікому ще не видавалося, ніби несуть хулу, кажучи: хвалім Отця, Сина і Святого Духа Божого. Якщо комусь відомо й гімн Афіногена — що його він, замість запобігливого лікарювання, залишив учням, коли сам поспішав уже до всеспалення — той знає, яку думку про Духа мали мученики.
— Василій Великий. «Про Святого Духа до Амфілохія». Глава 29
На підставі цих слів Марк Ефеський впевнено приписав авторство «Світе тихий» священномученику Афіногену Севастійському († 16 липня 311 р.), і сучасні грецькі богослужбові книги називають цю пісню славнем святого Афіногена мученика. Аналіз тексту Василія Великого показує, що може йтися про дві пісні: «Світе тихий» та іншу, написану Афіногеном. У зв'язку з цим, висловлено припущення, що «Світе тихий» — ще раніший текст. Оскільки багато молитов і гімнів було запозичено Василієм Великим з чину Неокесарійської церкви, то можливим автором може бути св. Григорій Неокесарійський († не пізніше 270 р.).
Слов'янські Часослови приписали «Світе тихий» Софронію Єрусалимському († 644). Проте в Александрійському кодексі V ст. цей гімн уже наведено, причому в складі текстів Святого Письма. Аналіз тексту показує, що гімн містить христологію до доби Вселенських соборів. Так, багато дослідників гадають, що «Сином і Святим Духом Божим» у гімні первісно названий Логос. Таким чином, «Світе тихий» безперечно — найдавніший гімн вечірньої.

## Сучасне використовування

### Управослав'ї
Гімн «Світло тихе» — неодмінна частина вечірні Візантійського обряду.
Співається або читається під час здійснення «входу з кадилом», перед кадінням вівтаря: на великій вечірні під час співу богородичного (на недільних вечірнях — догматика) — останньої стихири на «Господи, візвав» — клірики процесією виходять з північних дверей вівтаря та стають посеред храму перед одчиненими Царськими воротами; першими йдуть свічоносці з запаленими свічками, потім диякон з кадилом (або Євангелієм, коли останнє читається цього дня) і предстоятель. Традиція вечірнього входу бере початок од ранньохристиянського звичаю: письмові пам'ятки III ст. описують спільні вечірні трапези християн, що в разі присутності на трапезі єпископа, опріч усього, супроводжувались чином благословення вечірнього світла — внесенням світильника.
Під спів «Світе тихий» процесія кліриків входить у вівтар, що разом з винесеними світильниками символічно вказує на те, що в зібранні вірних невидимо ввійшов сам Христос. Особливо урочистий вигляд вечірній вхід має в грецьких церквах, де заховався звичай загальнонародного співу «Світло тихе» і здійснення повного входу (клірики виходять з вівтаря, йдуть до західних воріт храму і звідти, через усю церкву, рушають до вівтаря).

### Вангліканстві
У 1834 р. гімн «Світло тихе» англійською мовою переклав Джон Кібл — один з лідерів Оксфордського руху в англіканстві. Версію Кібла покладено на музику ірландським композитором Чарлзом Вудом для 8-х голосів. Другий переклад зроблено в XIX ст. американським поетом Генрі Лонгфелло; третій переклад Роберта Бріджеса з'явився в кількох музичних збірках, написаних Луї Буржуа.
Традиційне англіканське богослужіння «Вечірня молитва» не включало цього гімну, проте будь-який переклад міг виконуватися в будь-який момент богослужіння, коли звучать піснеспіви. Нещодавно деякі англіканські спільноти прийняли «Світло тихе» як частину вечірньої літургії. Наприклад, в американській «Книзі спільних молитов» 1979 р. гімн відмічено як факультативну пісню-запрошення, що безпосередньо передує псалмам, назначеним на день.

### Улютеранстві
«Книга лютеранської служби» (Синод Міссурі, 2006 р.) включає «Світло тихе» до ранньовечірнього богослужіння. Молитовник припускає, що перед співом гімну потрібно запалити свічу.

## Текст

### Грецький
Оригінальний текст наріччям «койне»
Φῶς ἱλαρὸν ἁγίας δόξης ἀθανάτου Πατρός, οὐρανίου, ἁγίου, μάκαρος, Ἰησοῦ Χριστέ, ἐλθόντες ἐπὶ τὴν ἡλίου δύσιν, ἰδόντες φῶς ἐσπερινόν, ὑμνοῦμεν Πατέρα, Υἱόν, καὶ ἅγιον Πνεῦμα, Θεόν. Ἄξιόν σε ἐν πᾶσι καιροῖς ὑμνεῖσθαι φωναῖς αἰσίαις, Υἱὲ Θεοῦ, ζωὴν ὁ διδούς· διὸ ὁ κόσμος σὲ δοξάζει.

### Церковнослов'янський
Сві́те ти́хий Святи́я сла́ви, безсме́ртнаго Отця́ Небе́снаго, Свята́го Блаже́ннаго, Іісу́се Христе́: прише́дше на за́пад со́лнця, ви́дівше світ вече́рній, поє́м Отця́, Си́на, і Свята́го Ду́ха, Бо́га. Досто́їн єси́ во вся времена́ піт би́ти гла́си преподо́бними, Си́не Бо́жий, живо́т дая́й: ті́мже мир тя сла́вить.

### Український
Світло тихе святої слави безсмертного Отця небесного, святого, блаженного, Ісусе Христе, прийшовши на захід сонця, побачивши світло вечірнє, оспівуємо Отця, і Сина, і Святого Духа – Бога. Достоїн єси у всі часи оспівуваним бути голосами преподобними. Сину Божий, що даєш життя всьому світу, ради чого ввесь світ славить Тебе.

### Латинський
Iucunda lux tu gloriae,

fons luminis de lumine,

beate Iesu caelitus

a Patre sancto prodiens.

Fulgor diei lucidus

solisque lumen occidit,

et nos ad horam vesperam

te confitemur cantico.

Laudamus unicum Deum,

Patrem potentem, Filium

cum Spiritu Paraclito

in Trinitas gloria.

O digne linguis qui piis

lauderis omni tempore,

Fili Dei, te saecula

vitae datorem personent.

Amen.

#### Пізніший, більш точнийпрозаїчнийпереклад
Lumen hilare sanctae gloriae immortalis Patris

Coelestis, sancti, beati, Iesu Christe,

Quum ad solis occasum pervenerimus, lumen cernentes verspertinum,

Laudamus Patrem, et Filium, et sanctum Spiritum Dei.

Dignus es in tempore quovis sanctis vocibus celebrari, Fili Dei, vitae dator.

Quapropter te mundus glorificat.